# يورييس زيغاييفس
يورييس زيغاييفس (باللاتفية: Jurijs Žigajevs)‏ (مواليد 14 نوفمبر 1985 في سانت بطرسبرغ) لاعب كرة قدم لاتفي دولي يجيد اللعب في خط الوسط . يلعب حاليا لصالح نادي فينتسبيلس اللاتفي منذ 2008 .

## روابط خارجية
- يورييس زيغاييفس على موقع الاتحاد الدولي (مؤرشف)  (الإنجليزية)
- يورييس زيغاييفس على موقع الاتحاد الأوربي (الإنجليزية)
- يورييس زيغاييفس على موقع قاعدة بيانات كرة القدم.إي يو (الإنجليزية)
- يورييس زيغاييفس على موقع ناشيونال فوتبول تيمز (الإنجليزية)
- يورييس زيغاييفس على موقع Soccerway.com (الإنجليزية)
- يورييس زيغاييفس على موقع عالم كرة القدم.نت (الإنجليزية)